# Setting Sun
Setting Sun is een nummer van The Chemical Brothers, uitgebracht op 30 september 1996 door het platenlabel Freestyle Dust. Het nummer behaalde de 1e positie in de UK Singles Chart.